# Pasquale La Rotella
Pasquale La Rotella (Bitonto (Pulla), 26 de febrer, 1880 – Bari (Pulla), 20 de març, 1963), va ser un compositor italià.

## Biografia
Pasquale La Rotella va començar a estudiar música amb només quatre anys, tocant la flauta durant les festes de la banda musical de la seva ciutat, on el nen va ser rebut pel director, el mestre Nicola Bellezza, que aviat va notar el talent de l'infant. El jove Pasquale va assistir llavors al Conservatori de Nàpols.
Amb només tretze anys es va llicenciar en flauta i va continuar els seus estudis per obtenir el diploma de piano, orgue i composició. El 1896, amb només setze anys, va dirigir la seva primera temporada d'òpera al teatre Umberto I de Bitonto. El 20 de gener de 1900, quan tenia 20 anys, va presentar la seva primera òpera Ivan al teatre Piccinni de Bari Un any més tard va guanyar el concurs de director de la Schola Cantorum de Bari on va ser mestre amb un sou d'1 lira a l'any. El 14 de febrer de 1903 va ser convidat a la inauguració del teatre "Petrone" de Bari.
El 9 de maig de 1912 va ser iniciat a la maçoneria a la Lògia Caprera de Bari. El mestre La Rotella va obtenir resultats encara més satisfactoris gràcies a les victòries amb Pietro Mascagni, Giacomo Puccini, Francesco Cilea, Alberto Franchetti, Riccardo Zandonai, Gabriele D'Annunzio. Al Teatre Dal Verme de Milà Tullio Serafin va dirigir Fasma de La Rotella. Fasma també va ser el nom que va posar La Rotella a la seva filla que va morir als nou anys. El 1933 esdevingué director permanent a Montecarlo, on dirigien en aquells anys famosos directors com Arturo Toscanini, Dimitri Mitropoulos i Bruno Walter.
Del 1933 al 1950 va ser Director de l'Escola Superior de Música del Consorci "Niccolò Piccinni" de Bari, que després esdevingué el Conservatori Niccolò Piccinni.
El 22 de maig de 1946 va dirigir La traviata al Teatre Umberto I de Bitonto per commemorar Giuseppe Verdi. L'any 1948 es va representar la seva darrera òpera a l'Òpera de Niça, resultat final de la temporada tardo-verista Manuela.
El 1957 Pasquale La Rotella va tornar a Bitonto de nou per commemorar un gran músic de Bitonto: Tommaso Traetta. Pasquale va morir a Bari el 20 de març de 1963 a l'edat de 83 anys.

## Obra
- Ivan (1900 al Teatro Piccinni de Bari)
- Dea (1903 al Teatro Petruzzelli de Bari)
- Fasma (1908 a Milà)
- Corsaresca
- Manuela